# زیردریایی کلاس دلفین (هلند)
زیردریایی کلاس دلفین (به انگلیسی: Dolfijn-class submarine) یک کلاس از زیردریایی است که طول آن ۷۹٫۵ متر می‌باشد.